# راجيف جها
راجيف جها هو سياسي نيبالي، ولد في 14 سبتمبر 1976 في نيبال.

## وصلات خارجية
- الموقع الرسمي